# NHK三陸テレビ中継局
NHK三陸テレビ中継局（エヌエイチケイさんりくテレビちゅうけいきょく）は、岩手県大船渡市に置かれていたNHK盛岡放送局のテレビ中継局である。

## 概要
- 当中継局は、大船渡市北東部の越喜来地区にあり、該当地区や周辺地区等へ電波を発射していた。
- なお、民放については、周辺地域の中継局からの電波を受信している。

## 中継局概要
| 放送局名    | チャンネル | 空中線電力        | ERP                  | 放送対象地域 | 放送区域内世帯数 |
| NHK盛岡総合 | 1ch        | 映像1W /音声250mW | 映像1.55W /音声390mW | 岩手県       | 不明             |
| NHK盛岡教育 | 12ch       | 映像1W /音声250mW | 映像1.4W /音声350mW  | 全国         | 不明             |

- 中継局置局住所は、大船渡市越喜来の矢筈山。
- 当初、2011年7月24日で廃局となる予定だったが、東日本大震災発生の影響から、廃局が、2012年3月31日まで延期された。